# Bare (gmina Sjenica)
Bare (cyr. Баре) – wieś w Serbii, w okręgu zlatiborskim, w gminie Sjenica. W 2011 roku liczyła 46 mieszkańców.